# Ralph Stanley
Dr. Ralph Stanley (født 25. februar 1927 i McClure, Virginia, død 23. juni 2016) var en amerikansk bluegrassmusiker og banjospiller. Sammen med sin bror Carter Stanley spillede han under navnet The Stanley Brothers. De dannede i 1946 bandet Clinch Mountain Boys.

## Diskografi
| Titel                                            | Detaljer                                                    | Højeste hitlisteplacering | Højeste hitlisteplacering | Højeste hitlisteplacering | Højeste hitlisteplacering | Højeste hitlisteplacering |
| Titel                                            | Detaljer                                                    | US Grass                  | US Country                | US                        | US Heat                   | US Indie                  |
| ------------------------------------------------ | ----------------------------------------------------------- | ------------------------- | ------------------------- | ------------------------- | ------------------------- | ------------------------- |
| Cry From the Cross                               | - Release date: 1971 - Label: Rebel Records                 | —                         | —                         | —                         | —                         | —                         |
| Clinch Mountain Gospel                           | - Release date: 1977 - Label: Rebel Records                 | —                         | —                         | —                         | —                         | —                         |
| I'll Answer the Call                             | - Release date: 1987 - Label: Rebel Records                 | —                         | —                         | —                         | —                         | —                         |
| Clinch Mountain Country                          | - Release date: May 19, 1998 - Label: Rebel Records         | —                         | —                         | —                         | —                         | —                         |
| Man of Constant Sorrow                           | - Release date: January 21, 2001 - Label: Rebel Records     | —                         | —                         | —                         | —                         | —                         |
| Clinch Mountain Sweethearts                      | - Release date: September 25, 2001 - Label: Rebel Records   | —                         | —                         | —                         | —                         | —                         |
| Ralph Stanley                                    | - Release date: June 11, 2002 - Label: Columbia Records/DMZ | 3                         | 22                        | 163                       | 5                         | —                         |
| Poor Rambler                                     | - Release date: June 17, 2003 - Label: King Records         | —                         | —                         | —                         | —                         | —                         |
| Shine On                                         | - Release date: June 7, 2005 - Label: Rebel Records         | 6                         | —                         | —                         | —                         | —                         |
| A Distant Land to Roam                           | - Release date: May 30, 2006 - Label: Columbia Records/DMZ  | 4                         | —                         | —                         | —                         | —                         |
| Mountain Preacher's Child                        | - Release date: April 3, 2007 - Label: Rebel Records        | 9                         | —                         | —                         | —                         | —                         |
| A Mother's Prayer                                | - Release date: April 19, 2011 - Label: Rebel Records       | 6                         | —                         | —                         | —                         | —                         |
| Old Songs & Ballads                              | - Release date: August 14, 2012 - Label: Rebel Records      | 12                        | —                         | —                         | —                         | —                         |
| Old Songs & Ballads: Volume Two                  | - Release date: August 14, 2012 - Label: Rebel Records      | 14                        | —                         | —                         | —                         | —                         |
| Side by Side (with Ralph Stanley II)             | - Release date: February 18, 2014 - Label: Rebel Records    | 3                         | —                         | —                         | —                         | —                         |
| My Life & Legacy: The Very Best of Ralph Stanley | - Release date: September 16, 2014 - Label: Rebel Records   | 9                         | —                         | —                         | —                         | —                         |
| Ralph Stanley & Friends: Man of Constant Sorrow  | - Release date: January 19, 2015 - Label: Cracker Barrel    | 1                         | 14                        | —                         | 1                         | 17                        |
| "—" denotes releases that did not chart          |                                                             |                           |                           |                           |                           |                           |